# Droit malien

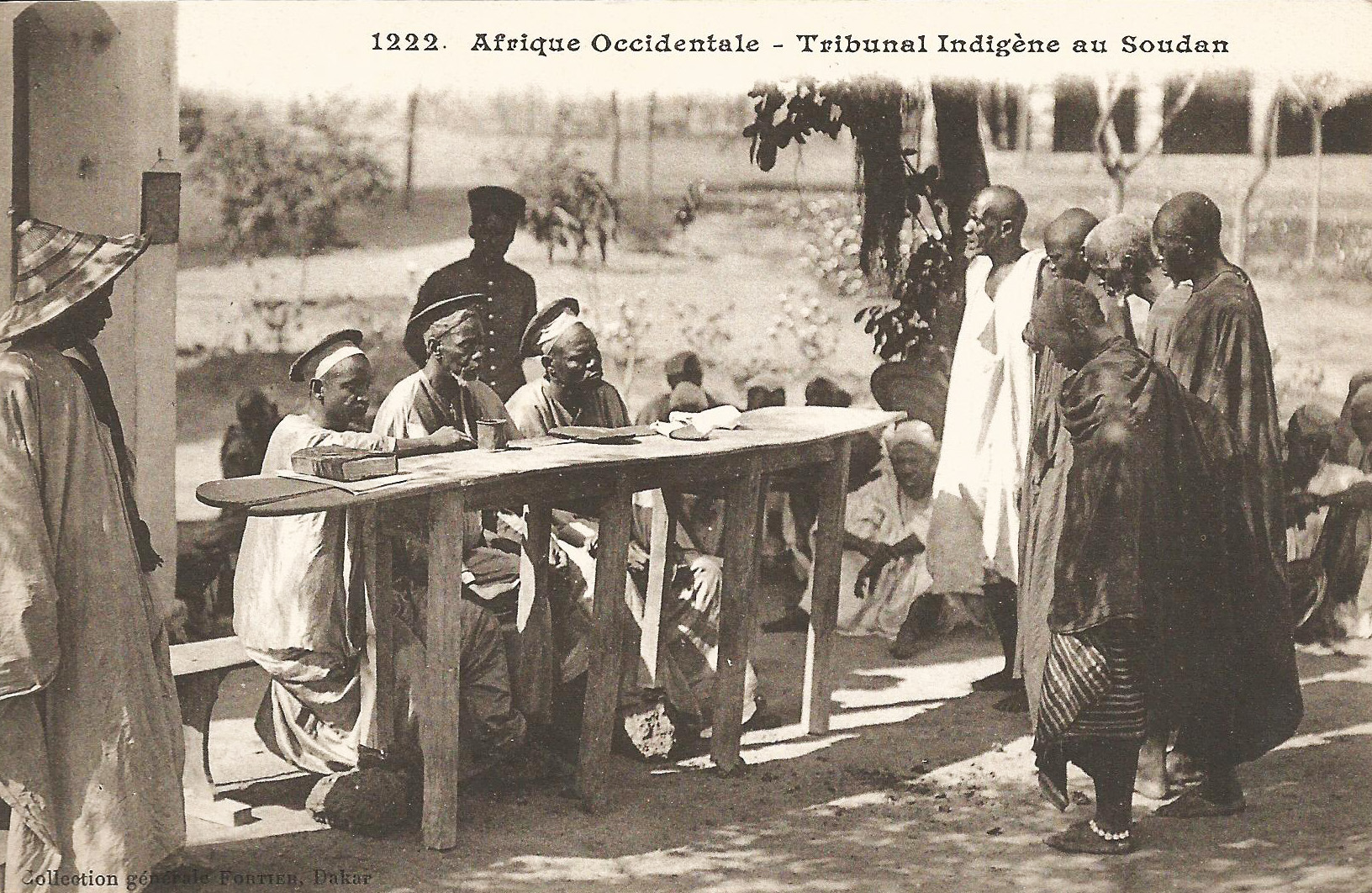
Tribunal coutumier avant l'indépendance.

Le droit malien est le droit appliqué au Mali depuis l'indépendance de la France le 20 juin 1960.

## Sources du droit

### Constitution
La Constitution est la loi suprême du Mali.

### Traités et accords internationaux
L'article 116 de la Constitution dispose que « les traités ou accords régulièrement ratifiés ou approuvés ont, dès leur publication, une autorité supérieure à celle des lois, sous réserve pour chaque traité ou accord de son application par l'autre partie ».
Le Mali est membre de l'Organisation pour l'harmonisation en Afrique du droit des affaires, dont il a signé le traité initial du 17 octobre 1993 ainsi que le traité portant révision du traité initial du 17 août 2008.

### Législation
L'article 70 dispose que la loi est votée par l'Assemblée nationale à la majorité simple.
Selon ce même article, la loi fixe les règles concernant les droits civiques et les garanties fondamentales accordés aux citoyens pour l'exercice des libertés publiques, les sujétions imposées par la défense nationale aux citoyens en leur personne et en leurs biens ; la nationalité, les droits civils, l'état et la capacité des personnes, les régimes matrimoniaux, les successions et libéralités, le régime de la propriété, des droits réels et des obligations civiles et commerciales, le régime des sociétés, l'expropriation ; les crimes et délits ainsi que les peines qui leur sont applicables, la procédure pénale, la police judiciaire, l'extradition, l'amnistie, la création des juridictions, le statut des officiers ministériels, le statut des professions juridiques et judiciaires ; le statut général des fonctionnaires ; le statut général du personnel des forces armées et de sécurité ; et le régime d'émission de la monnaie, l'assiette, le taux et les modalités de recouvrement des impôts. 
Enfin, la loi fixe les règles fondamentales en matière d'organisation générale de la défense et de la sécurité ; du droit du travail, de la Sécurité Sociale, du droit syndical ; de l'organisation et de la compétence des ordres professionnels ; de l'enseignement et de la recherche ; de la protection du patrimoine culturel et archéologique ; de la comptabilité publique ; de la création, de l'organisation et du contrôle des services et organismes publics ; des nationalisations d'entreprises, des dénationalisations et du transfert de propriété d'entreprises du secteur public au secteur privé ; du régime électoral ; de la libre administration des collectivités locales, de leur compétence et de leurs ressources ; de l'organisation administrative du territoire ; de la gestion et de l'aliénation du domaine de l’État ; de l'organisation de la production ; de l'organisation de la justice ; et du régime pénitentiaire. 

### Règlements
L'article 73(1) dispose : « les matières autres que celles qui sont du domaine de la loi ont un caractère réglementaire ».

## Organisation juridictionnelle

### Cour suprême
La Cour suprême est l’instance supérieure du Mali. Elle compte trois sections : une section judiciaire, une section administrative et une section des comptes.

### Cour constitutionnelle
La Cour constitutionnelle est le juge de la constitutionnalité des lois et elle garantit les droits fondamentaux de la personne humaine et les libertés publiques.

### Haute Cour de justice
Elle est compétente pour juger le Président de la République et les Ministres mis en accusation devant elle par l'Assemblée nationale pour haute trahison ou à raison des faits qualifiés de crimes ou délits commis dans l'exercice de leurs fonctions ainsi que leurs complices en cas de complot contre la sûreté de l’État.

## Sources

## Compléments